# كلب بن كلب
كلب بن كلب هو كتاب ساخر بالعربية من تأليف الكاتب والصحفي التونسي توفيق بن بريك، صدر سنة 2013 عن دار سوتيميديا للنشر في تونس. يجمع الكتاب بين الأسلوب القصصي واللغة التهكمية الساخرة التي عُرف بها بن بريك، ويُعد استمرارًا في مشروعه الأدبي المعارض للأنظمة الاستبدادية.

## محتوى الكتاب
يستخدم الكاتب شخصية "الكلب" كرمز كاريكاتوري لكشف التناقضات الاجتماعية والسياسية في تونس، حيث يتحول الكلب إلى راوي يعبّر عن أفكاره بطريقة تهكمية، ويطرح تساؤلات حول الخنوع، والولاء الأعمى، والفساد، والسلطة. ويستند النص إلى لغة بسيطة ظاهريًا لكنها محمّلة بالرمزية والنقد العميق.

## السياق
جاء إصدار هذا الكتاب بعد الثورة التونسية، لكنه يعكس أيضًا روح السخرية السياسية التي لطالما ميّزت أعمال بن بريك قبل الثورة، خلال فترة حكم الرئيس زين العابدين بن علي. ويُعتبر من الكتب التي تُناقش السلطة والنفاق الاجتماعي بلغة روائية مختلفة عن الأسلوب السياسي المباشر.

## حول الكاتب
توفيق بن بريك كاتب وصحفي تونسي من مواليد 1960. يُعرف بمواقفه المعارضة وكتاباته الساخرة، وقد سُجن عدة مرات بسبب مقالاته ومواقفه السياسية، وهو من أبرز الأصوات الصحفية التي تحدّت النظام السابق في تونس.